# Wild Woody
Wild Woody est un jeu vidéo de plates-formes développé et édité par Sega, sorti en 1995 sur Mega-CD.